# Hôtel de Kerret
L'hôtel de Kerret (ou hôtel du Kerret) est un hôtel particulier d'Hennebont, dans le Morbihan.

## Localisation
La maison est située 24 place Maréchal-Foch, immédiatement au sud-ouest de la basilique Notre-Dame-de-Paradis.

## Histoire
L'hôtel est construit au XVIIe siècle. Il a appartenu aux marquis de Pontcallec et à la famille Pitouay.
L'hôtel devient la propriété de la famille Kerret, qui lui laisse son nom, au XIXe siècle. Celle-ci le revend, en 1970, à la famille Eliot.
Les façades et toitures sont inscrites au titre des monuments historiques par arrêté du 1er mai 1939.

## Architecture
L'hôtel comprend trois ailes, d'une architecture simple quoique rehaussée de mâchicoulis. L'aile est, bâtie au XIXe siècle, constitue les bâtiments de service ; elle dresse un léger retour saillant côté jardin. Elle est reliée à l'aile sud par une petite tourelle. L'entrée s'effectue au nord, par un portail monumental portant pilastres et niches Renaissance donnant sur une vaste cour d'honneur.